# Grünfischer (Gattung)
Die Grünfischer (Chloroceryle) bilden eine Gattung von Eisvögeln (Alcedinidae). Ihre Vertreter sind im tropischen Zentral- und Südamerika heimisch, nur das Verbreitungsgebiet des Grünfischers (Chloroceryle americana) erstreckt sich nordwärts bis Südtexas.

## Merkmale
Sie haben die typische Form der Eisvögel mit einem kurzen Schwanz und einem langen Schnabel. Alle Arten haben oberseits ein metallisch grünes Gefieder. An der Unterseite sind sowohl der Zweifarbenfischer als auch der Erzfischer rötlich gefärbt. Bei dem unterseits weißen Amazonasfischer und dem Grünfischer haben nur die Männchen ein rotes Brustband.
Die Arten sind unterschiedlich groß; das Gewichtsverhältnis beträgt ziemlich genau:

Erzfischer : Grünfischer : Zweifarbenfischer : Amazonasfischer = 1 : 2 : 4 : 8. 
Durch ihren Größenunterschied konkurrieren die Arten im Überschneidungsbereich ihrer Verbreitungsgebiete nicht.

## Lebensweise
Die Grünfischer brüten an Flüssen in Wäldern oder Mangroven. Sie nisten in langen, waagerechten Bruthöhlen, die in Uferböschungen gegraben werden. Die Nahrung besteht aus Fischen, die durch Stoßtauchen gefangen werden sowie aus Krustentieren. Die Erzfischer fangen auch Insekten im Flug.

## Systematik
Die Gattung besteht aus vier Arten:
- Amazonasfischer (Chloroceryle amazona)
- Grünfischer (Chloroceryle americana)
- Zweifarbenfischer (Chloroceryle inda)
- Erzfischer (Chloroceryle aenea)